# 火星地理

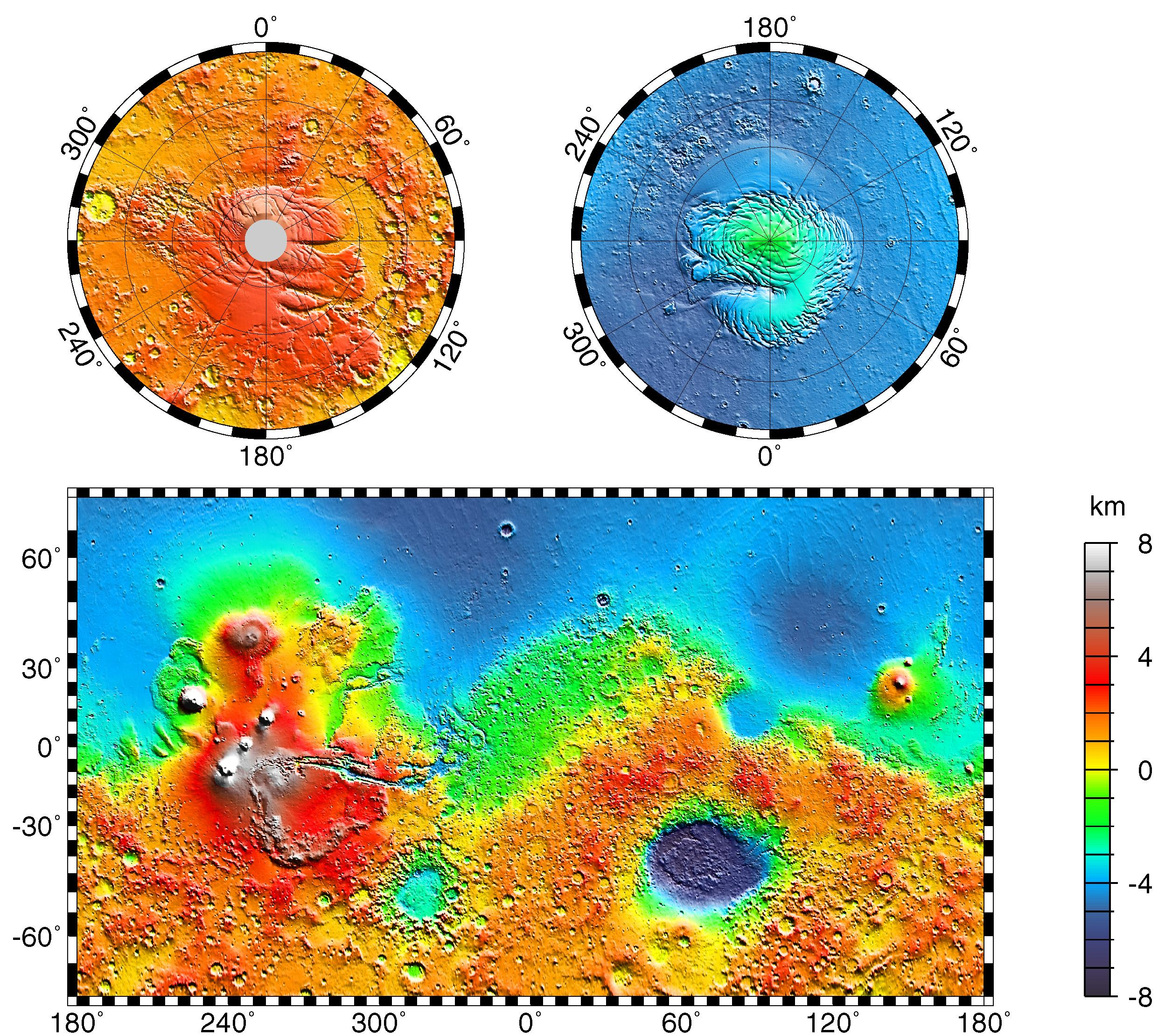
火星地形圖（來自NASA戈達德太空飛行中心），火星全球勘測者雷射測高儀繪製，由Maria Zuber和David Smith領導。上為北。

火星地理（英語：Geography of Mars）或火星地形（英語：Areography）為火星的自然地理，是對火星上的地貌進行描述和表徵。火星地理學主要集中于地球上所謂的自然地理學上，即对火星自然特徵的分佈及地图学的表達。

## 歷史

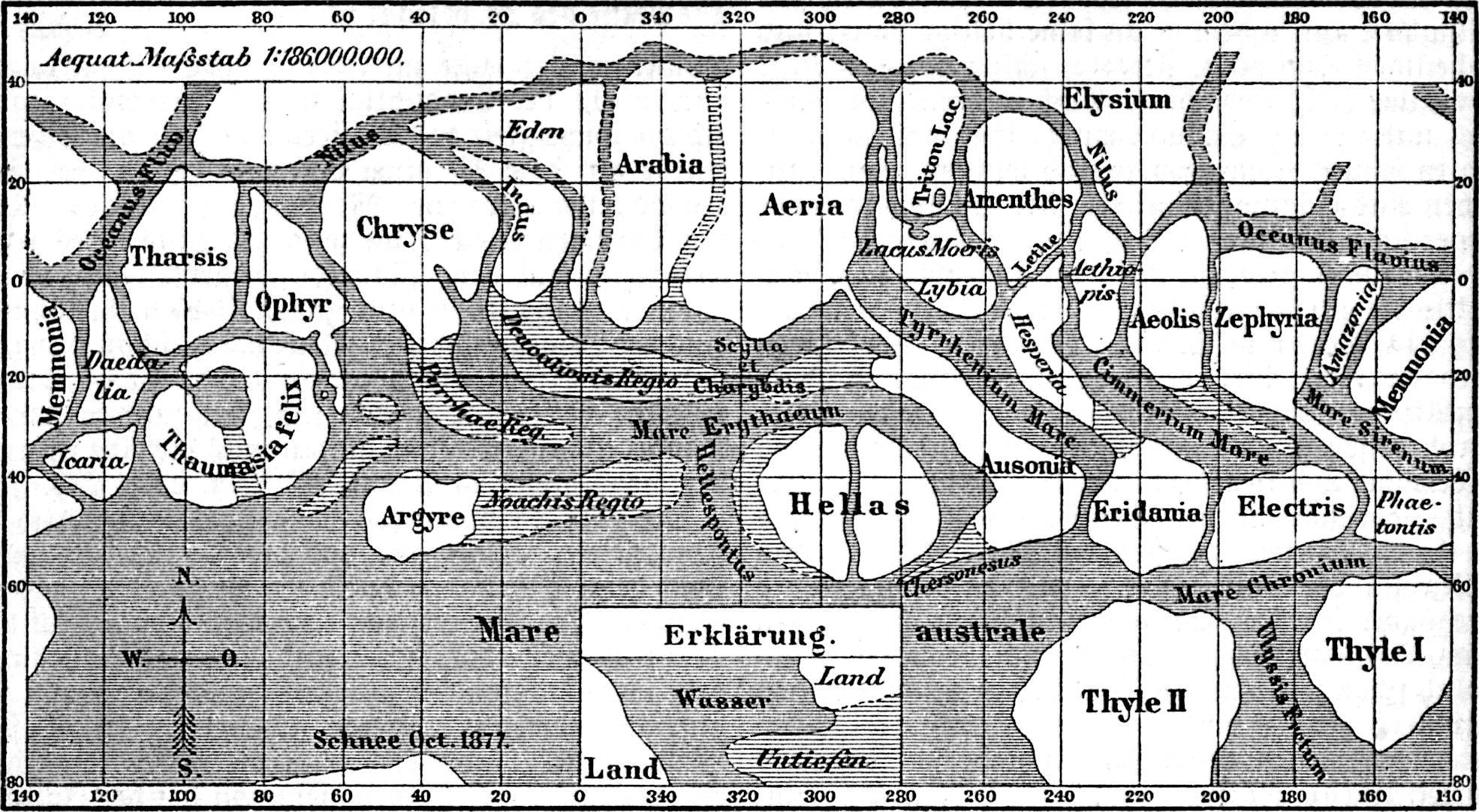
喬范尼·夏帕雷利的火星地圖。上為北，然而其他太空探索之前繪製的火星地圖，慣例以上為南，因為由望遠鏡所見是上下左右顛倒的。

火星觀測起源於地面望遠鏡，且主要在火星位於相對於地球為衝、也就是火星衝的時候，約每兩年一次，因為此時火星距離地球最近，最易觀察。而距離更短則是在近日點衝，因火星位於近日點附近。
1877年9月（當年9月5日為火星近日點衝），義大利天文學家喬范尼·夏帕雷利首先出版了詳細的火星地圖，和月球一樣以暗區為海（Mare）等水體、亮區為陸地。其中包括著名的canali（channels，河道）（後來被認為只是錯視），他以著名河川命名這些長條暗線。之後被錯誤地翻譯為canals，也就是火星運河的起源。
火星暗區為水體或植被的想法，到了NASA1960年代水手號計畫中的水手4號探測火星才告結束。之後的海盜號、火星全球勘測者亦有長期觀測，而後者1996年發射、工作至2006年，更是繪製了詳盡的火星地圖。

## 反照率特徵

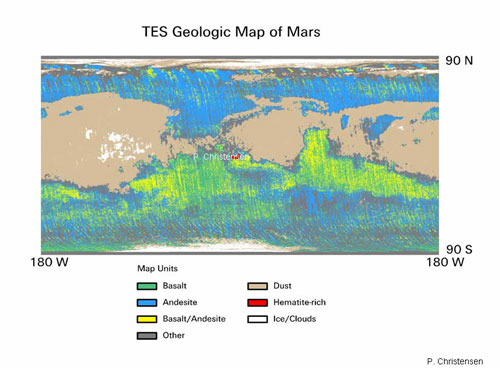
圖中淺褐色即為沙子分布，可見與亮區之間的關係。

以上為火星全球勘測者於1999年所攝之火星可見光影像地圖，為圓柱投影，中央為經度0°，緯度0°，上為北。顯示反照率特徵，深藍色字為亮區，亮藍色字為暗區。不像月球的月海等暗區常表示低地，火星的明暗地區分布與地形無關，原因是地表有較明亮、隨風遷移的沙子，沙子覆蓋之處即成亮區。但並非上圖的亮區皆為沙子，像是南北極的極冠，或是雲，如希臘平原的大片捲雲。
比較海盜號和火星全球勘測者的影像，會發現明暗特徵已有變化，總體來說暗區面積增加，而暗區吸收入射光的比例較亮區高，也就是反照率較低，故導致了氣候變化，如氣溫上升、風向改變等。

## 地形
以下地形圖可點選地形特徵進入相關頁面。
以上地形圖是依火星全球勘測者探測資料繪製，以麥卡托投影顯示南北緯約70.2°之間，中央為經度0°，緯度0°，上為北。麥卡托投影的好處是形狀不變，圓形的隕石坑到高緯仍是圓形，只是尺寸放大了。顏色代表高度，可由右上角的圖例得知。光線是由東北方斜照，而關於地形尺寸與坡度的真實情況，使用Google地球軟體會更明瞭。

## 水文

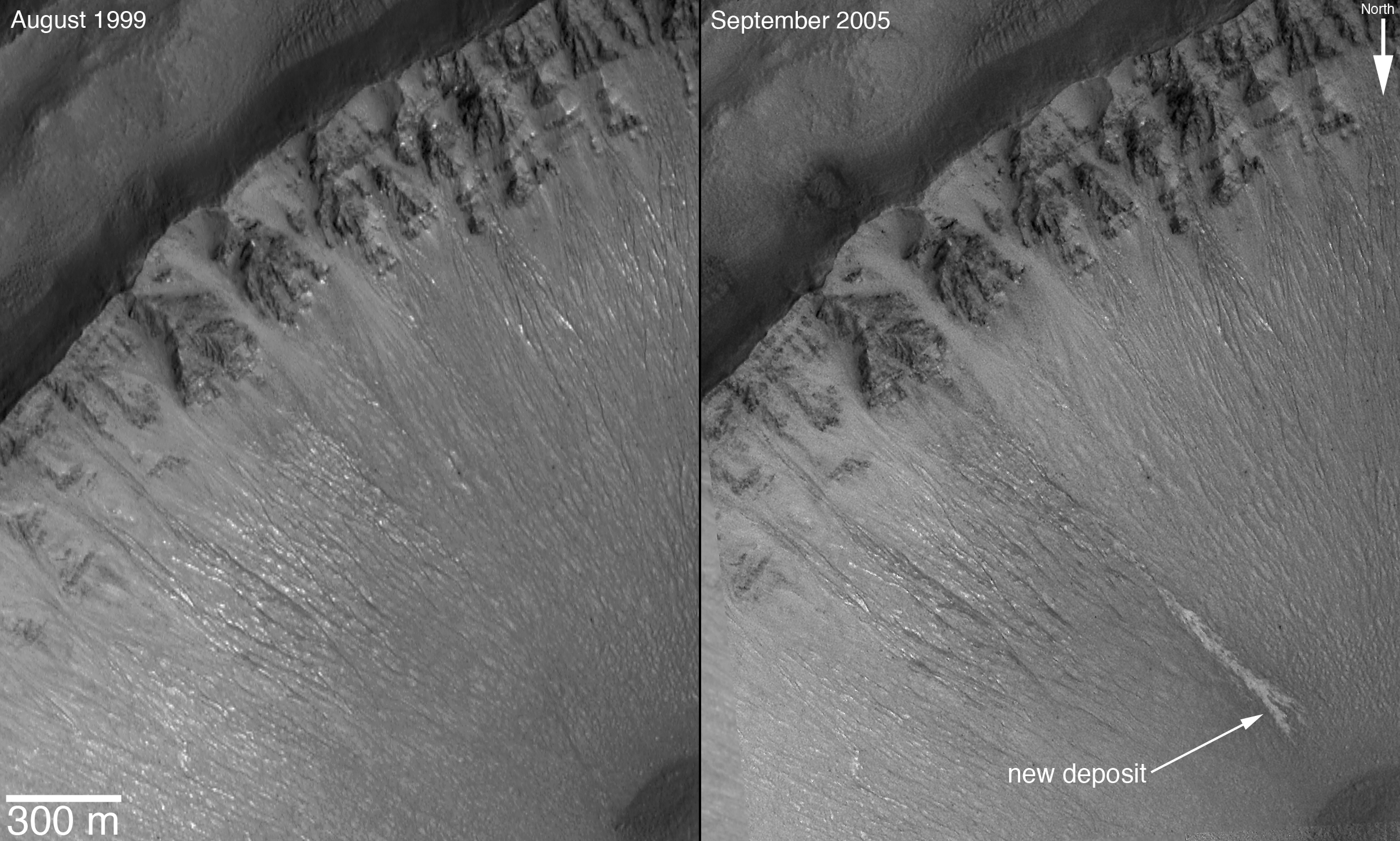
相隔六年即發現新的沖沟沉積物

火星地表遍佈著水流的遺跡，有些是洪水蚀刻而成，有些則是降雨或地下水流動而形成，但大部分都已年代久遠。沖沟則是另一類規模較小的地形，但形成年代十分年輕，常分布於撞擊坑壁，形态多樣。關於成因有兩派說法，一派認為是由流水造成，另一方則認為是凹陷處累積的乾冰促使了疏松物質的滑動。
火星南北極有明顯的極冠，曾被認為是由乾冰組成，但實際上絕大部分為水冰，只有表面一層為乾冰。這層乾冰在北極約1公尺厚，在南極則約8公尺厚，是冬季時凝華而成，到夏季則再度昇華進入大氣，不過南極的乾冰並不會完全昇華。夏季仍存在的部分稱為永久極冠，而整體構造稱做極地層狀沉積（Polar Layered Deposits），和地球南極洲與格陵蘭冰層一樣為一層層的沉積構造。北極冠寬達1,100公里，厚達2公里，體積82.1萬立方公里；南極冠寬達1,400公里，最厚達3.7公里，體積約1.6百萬立方公里。兩極冰冠皆有獨特的螺旋狀凹谷，推論主要是由光照與夏季接近昇華點的溫度使溝槽兩側水冰發生差異融解和凝結而逐漸形成的。
2011年由火星勘察衛星的淺地層雷達發現南極冠有部分原本認為是水冰的地層其實是乾冰，所含二氧化碳量相當於大氣含量的80%，這比以往認為的要多很多。根據此的模擬結果，十萬年一週期的氣候變遷中藉由乾冰昇華、凝結，大氣總質量的變化幅度會達數倍。由這些乾冰沉積上方地表的下陷與裂隙判斷，乾冰正在慢慢昇華。

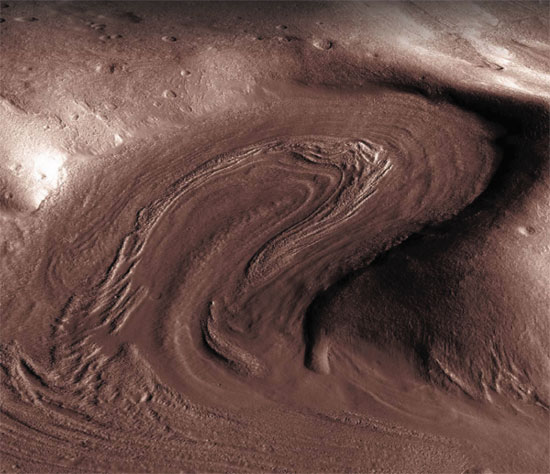
一處疑似冰河的地形

自海盜號即發現，火星北半球中緯度有幾處峽谷底含有條紋流動狀的地表特徵，但不確定是富含冰的山崩、含冰土的流動或是塵礫覆蓋的冰河。但根據更新任務的資料與比對地球的相關地形，支持這些是冰河，且推測是自轉軸傾角較大時的氣候狀態下所累積的。
由火星奧德賽號X射線光譜儀的中子偵測器得知，自極區延伸至緯度約60°的地方表層一公尺的土壤含冰量超過60%，推論有更大量的水凍在厚厚的地下冰層（cryosphere）。
另外一個關於火星上曾存在液態水的證據，就是發現特定礦物，如赤鐵礦和針鐵礦，而這兩者都需在有水環境才能形成。
對於於火星上有冰存在的直接證據在2008年6月20日被鳳凰號發現，鳳凰號在火星上挖掘發現了八粒白色的物體，當時研究人員揣測這些物體不是鹽（在火星有發現鹽礦）就是冰，而四天後這些白粒就憑空消失，因此這些白粒一定昇華了，鹽不會有這種現象。2008年7月31日，美国航空航天局科学家宣布，凤凰号火星探测器在火星上加热土壤样本时鉴别出有水蒸气产生，从而最终确认火星上有水存在。
2013年9月26日，美国航空航天局科學家報告，火星探測車好奇號發現火星土壤含有豐富水分，大約為1.5至 3重量百分比，顯示火星有足夠的水資源供給未來移民使用。
2015年9月28日，美国航空航天局宣佈，在火星上發現液態的鹽水。根据火星勘测轨道飞行器配备的光谱仪获得的数据，研究人员在火星的神秘斜坡上发现了水合矿物。这些暗色条纹表明火星地表随时间变化有流水存在。 在较温暖的季节，这些线条的颜色变得更深，表明水流在斜坡上出现，在较冷的季节，这些地表特征变浅。在火星的部分地区，最高温度可以达到摄氏零下23度，此时深色线条最明显。

## 地圖與測量

### 地形測量
20世紀早期地面以無線電波測量火星地形。1976年海盜號進行的地形測量，發現了峽谷和南北半球的巨大差異，而衍生出北方平原本是海洋的假說，如1989年帕克等人提出兩條可能的海岸線。自1999年火星全球勘測者進行更精確的地形測量，並發現一些支持Parker海岸線的證據。
目前廣泛使用的全球地形圖（也就是前面的圖）是火星全球勘測者的火星轨道器激光高度计（MOLA）從1999到2001年累積六百多萬次的雷射測量並修正後所得。方法是已知衛星位置，以雷射來回時間計算地表至地心的距離，再減去基準面－－火星大地水準面即得地形高度。
火星大地水準面（Areoid，對應Geoid，地球的大地水準面）是一個接近平均海拔的重力等位面，是人為計算並選擇的，並非真實存在。重力等位面垂直重力場，相當於人感覺到的水平面與上下高低，故以重力作為測量地形高度的依據。又地球的大地水準面近似於傳統的基準面－－海平面，故作為地形高度的基準面。且雖然大體上是一個橢球面，但因各處的質量分布不均導致有不規則起伏，如在塔爾西斯、烏托邦平原等處為突起。目前採用的是戈達德火星重力模型（Goddard Mars Gravity Model）。
除了大地水準面，還有以最接近的橢球面或水的三相點的氣壓：610帕為基準，測出來的地形高度亦互不相同，例如奧林帕斯山的高度值就有很多種，甚至達27公里。以下是幾個例子（單位為公尺）：
| 地形特徵       | 以Areoid為基準 | 以橢球面為基準 | 以610帕為基準 |
| -------------- | -------------- | -------------- | ------------- |
| 奧林帕斯山     | 21287          | 22663          | 24736         |
| 艾斯克雷爾斯山 | 18219          | 19183          | 21472         |
| 阿爾西亞山     | 17781          | 18633          | 20945         |
| 埃律西昂山     | 14127          | 14586          | 16707         |
| 帕弗尼斯山     | 14057          | 14937          | 17307         |
| 亞拔山         | 6770           | 7209           | 9056          |
| 赫克提斯山     | 4853           | 5035           | 7086          |
| 歐伯山         | 3925           | 4185           | 6301          |
| 希臘平原最深處 | -8180          | -8510          | -6462         |

註：另有資料顯示不同高度值：奧林帕斯山21229公尺；艾斯克雷爾斯山18225公尺；埃律西昂山14028公尺；帕弗尼斯山14058公尺；希臘平原最深處-8200公尺。
另外可用視差法測量地形，即以稍微不同的角度觀看同物體，來判別立體形狀。這早已應用於航照圖的地形判斷，現在一些探測器如火星勘察衛星、火星快車號和火星探測漫遊者，應用高解析度照片建立區域的高解析度地形模型，或製成立體照片，需帶上紅藍立體眼鏡觀看。

### 地圖分區
美國地質調查局（USGS）依經緯度將火星地表分為30個四方格区（Quadrangle），緯度以0°、30°、65°分隔，經度則六或八等分，以傳統地名命名。而代號前的MC表示火星图表。下表顯示各區名稱，中央為經度0°，緯度0°，上為北。
| MC-01 北海区       |                    |                    |                    |                    |                    |                    |                    |                      |                      |                      |                      |                      |                      |                      |                      |                  |                  |                    |                    |                    |                    |                    |                    |
| MC-02 迪阿克里亚区 | MC-02 迪阿克里亚区 | MC-02 迪阿克里亚区 | MC-02 迪阿克里亚区 | MC-03 阿耳卡狄亚区 | MC-03 阿耳卡狄亚区 | MC-03 阿耳卡狄亚区 | MC-03 阿耳卡狄亚区 | MC-04 阿西达里亚海区 | MC-04 阿西达里亚海区 | MC-04 阿西达里亚海区 | MC-04 阿西达里亚海区 | MC-05 伊斯墨纽斯湖区 | MC-05 伊斯墨纽斯湖区 | MC-05 伊斯墨纽斯湖区 | MC-05 伊斯墨纽斯湖区 | MC-06 卡西乌斯区 | MC-06 卡西乌斯区 | MC-06 卡西乌斯区   | MC-06 卡西乌斯区   | MC-07 刻布壬尼亚区 | MC-07 刻布壬尼亚区 | MC-07 刻布壬尼亚区 | MC-07 刻布壬尼亚区 |
| MC-08 亚马孙区     | MC-08 亚马孙区     | MC-08 亚马孙区     | MC-09 塔尔西斯区   | MC-09 塔尔西斯区   | MC-09 塔尔西斯区   | MC-10 卢娜沼区     | MC-10 卢娜沼区     | MC-10 卢娜沼区       | MC-11 奥克夏沼区     | MC-11 奥克夏沼区     | MC-11 奥克夏沼区     | MC-12 阿拉伯区       | MC-12 阿拉伯区       | MC-12 阿拉伯区       | MC-13 大瑟提斯区     | MC-13 大瑟提斯区 | MC-13 大瑟提斯区 | MC-14 阿蒙蒂斯区   | MC-14 阿蒙蒂斯区   | MC-14 阿蒙蒂斯区   | MC-15 埃律西昂区   | MC-15 埃律西昂区   | MC-15 埃律西昂区   |
| MC-16 门农尼亚区   | MC-16 门农尼亚区   | MC-16 门农尼亚区   | MC-17 凤凰湖区     | MC-17 凤凰湖区     | MC-17 凤凰湖区     | MC-18 科普莱特斯区 | MC-18 科普莱特斯区 | MC-18 科普莱特斯区   | MC-19 珍珠湾区       | MC-19 珍珠湾区       | MC-19 珍珠湾区       | MC-20 示巴湾区       | MC-20 示巴湾区       | MC-20 示巴湾区       | MC-21 雅庇吉亚区     | MC-21 雅庇吉亚区 | MC-21 雅庇吉亚区 | MC-22 第勒尼安海区 | MC-22 第勒尼安海区 | MC-22 第勒尼安海区 | MC-23 埃俄利斯区   | MC-23 埃俄利斯区   | MC-23 埃俄利斯区   |
| MC-24 法厄同区     | MC-24 法厄同区     | MC-24 法厄同区     | MC-24 法厄同区     | MC-25 陶玛西亚区   | MC-25 陶玛西亚区   | MC-25 陶玛西亚区   | MC-25 陶玛西亚区   | MC-26 阿耳古瑞区     | MC-26 阿耳古瑞区     | MC-26 阿耳古瑞区     | MC-26 阿耳古瑞区     | MC-27 挪亚区         | MC-27 挪亚区         | MC-27 挪亚区         | MC-27 挪亚区         | MC-28 希腊区     | MC-28 希腊区     | MC-28 希腊区       | MC-28 希腊区       | MC-29 艾利达尼亚区 | MC-29 艾利达尼亚区 | MC-29 艾利达尼亚区 | MC-29 艾利达尼亚区 |
| MC-30 南海区       |                    |                    |                    |                    |                    |                    |                    |                      |                      |                      |                      |                      |                      |                      |                      |                  |                  |                    |                    |                    |                    |                    |                    |

### 經緯坐標
- 零度經線

火星赤道是以它的自转确定，但火星的本初子午线是人为指定的，跟地球的一样，选择是随意的，大家约定俗成。1830-32年，德国天文学家威廉·比尔和約翰·海因里希·馮·马德勒选择一个小圆形特征作参考点以制作火星的第一张系统地图，1877年被意大利天文学家喬范尼·夏帕雷利採用作本初子午线。在1972年，水手9号测绘火星地貌後，沿着比尔和马德勒的线，兰德公司的默顿·戴维斯(Merton Davies)在他建立一个地理控点网络后提出火星精确的0.0°经线定义：是一个位于子午线湾或子午線高原的小隕石坑（稍后被称为艾里-0）。
- 兩種坐標系統

火星坐標系統有兩種，一種採用地理緯度（planetographic latitude）與西經（西經0度至360度），另一種採用地心緯度（planetocentric latitude）與東經（東經0度至360度），兩者皆由國際天文學聯合會認可使用。早期的觀測是使用前者，2002年決定未來製圖時使用後者（不過2001年MOLA製作的地圖屬於後者）。

## 地名命名

### 早期
約翰·海因里希·馮·马德勒和威廉·比爾雖然因月球地圖而聞名，他們也是首先的火星製圖者。他們以大部分地表特徵是固定的為出發點，訂出火星自轉週期，在1840年的計算只比現在差了0.1秒。1830年，梅德勒結合了十年的觀察繪製了第一張火星地圖。他們並沒有為各特徵命名，而是以字母標示，如子午線灣（Sinus Meridiani）為 a。
往後大約二十年，隨著儀器進步和觀測者增加，很多名稱開始出現，如太陽湖（Solis Lacus）稱為眼（Oculus），大瑟提斯則為沙漏海（Hourglass Sea）或蠍子（Scorpion）。1858年，安吉洛·西奇命之為大西洋水道（Atlantic Canale）。他解釋：「它就好像地球的大西洋，分隔開舊大陸與新大陸。」而這是水道（canale）——義大利語可解釋為水道（channel）或運河（canal）——第一次使用在火星上。
1867年，理查德·安東尼·普羅克托（Richard Anthony Proctor）不加修飾地取自威廉·魯特·道斯（William Rutter Dawes）於1865年所繪的地圖，繪了一張火星地圖。他以一些觀測者的名字來命名各特徵。以下列出，與喬范尼·夏帕雷利於1877至1886年所繪之地圖中所使用的相比較。夏帕雷利用的較為廣泛接受，至今仍使用：

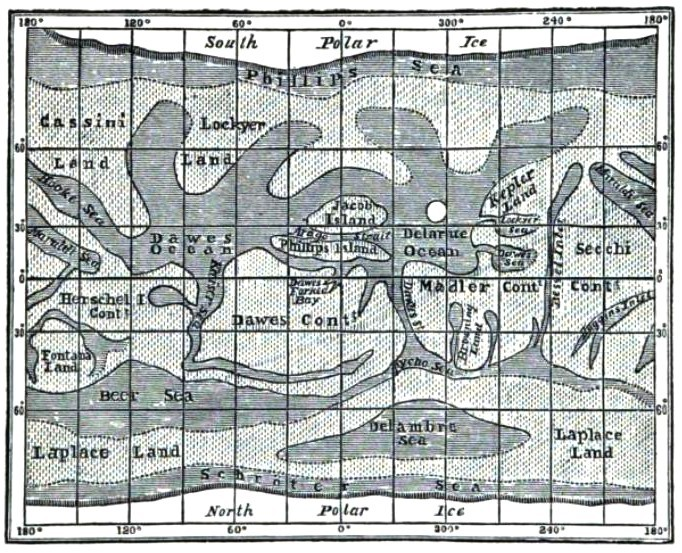
理查德 安. 普罗克托的火星地圖，下為北。

- 凯撒海(Kaiser Sea) = 大瑟提斯高原 (Syrtis Major)
- 洛克耶地(Lockyer Land)= 埃里亚和希臘平原 (Aeria and Hellas)
- 曼尼海(Main Sea)= 摩里斯湖 (Lacus Moeris)
- 赫歇尔二世海峡(Herschel II Strait)= 示巴湾 (Sinus Sabaeus)
- 道斯大陆(Dawes Continent)= 埃里亚和阿拉伯台地 (Aeria and Arabia)
- 德拉鲁洋(De La Rue Ocean)= 厄律特里亚海 (Mare Erythraeum)
- 洛克耶海(Lockyer Sea)= 太阳湖 (Solis Lacus)
- 道斯海(Dawes Sea)= 提托诺斯湖 (Tithonius Lacus)
- 马德勒大陆(Madler Continent)= 克律塞平原、俄斐峡谷、塔爾西斯(Chryse, Ophir, Tharsis)
- 马德勒海(Maraldi Sea) = 塞壬海或客墨里安海 (Maria Sirenum and Cimmerium)
- 塞奇大陆(Secchi Continent)= 门农区 (Memnonia)
- 胡克海(Hooke Sea)= 第勒安尼海(Mare Tyrrhenum)
- 卡西尼地(Cassini Land)= 奥索尼亚 (Ausonia)
- 赫歇尔一世大陆(Herschel I Continent)= 仄费里亚、埃俄利斯、埃塞俄比亚 (Zephyria, Aeolis, Aethiopis)
- 欣德地(Hind Land)= 利比亚 (Libya)

普羅克特的命名法常遭批評，因為他選的多是英國的天文學家，也因為一些名字不只使用一次。尤其道斯就出現不下六次：道斯洋(Dawes Ocean)，道斯陆(Dawes Continent)，道斯海(Dawes Sea)，道斯峡(Dawes Strait)，道斯屿(Dawes Isle)，道斯叉湾(Dawes Forked Bay)。即使如此，這個命名法也不是那麼令人厭惡，且這些缺點也由後來的天文學家所改進。

### 現代
現在，火星地名有多種來源。大的反照率特徵保留傳統名字，但常隨著真正性質的發現而更新，如Nix Olympica（奧林匹克雪原）變成Olympus Mons（奧林帕斯山）。
大隕石坑以重要的科學家和科幻作家命名；小隕石坑則以地球上的村鎮命名。
一些火星車所研究的地表特徵會加上暫時名稱或綽號，以利辨別標示。然而，一些特徵如以哥倫比亞號太空梭災難上七名太空人的名字命名的哥倫比亞山丘群，希望能得到國際天文學聯合會的永久使用。

### 用語
火星地形或地表特徵用語是採拉丁文，在此列出常用的供對照：（或參考原文（页面存档备份，存于））
| 用語（, 複數）          | 中文译名 | 解釋                                     | 實例                                                    |
| ----------------------- | -------- | ---------------------------------------- | ------------------------------------------------------- |
| Catena, catenae         | 坑链     | 一串的圓形凹地，鏈坑                     | Phlegethon Catena 佛勒革同坑链                          |
| Cavus, cavi             | 凹地     | 淺、不規則、邊緣陡峭的凹地，常成列或成群 | Scandia Cavi 斯堪的亚凹地群                             |
| Chaos, chaoses          | 混杂地   | 破碎地表，混沌地形                       | Hydraotes Chaos 海德拉奥提斯混杂地                      |
| Chasma, chasmata        | 深谷     | 深長、邊緣陡峭之凹地                     | Echus Chasma 厄科深谷                                   |
| Collis, colles          | 小丘     | 小山丘、圓丘                             | Cydonia Colles 基多尼亚小丘群                           |
| Crater, craters         | 陨击坑   | 圓形凹地，環形山，通常指撞擊坑           | Cassini（地圖上撞擊坑不加Crater，只寫名字）卡西尼陨击坑 |
| Dorsum, dorsa           | 山脊     | 脊                                       | Gordii Dorsum 戈尔迪山脊                                |
| Fossa, fossae           | 堑沟     | 狹長甚至多條並行的谷地，槽溝             | Tempe Fossae 滕比堑沟群                                 |
| Labes, labēs            | 坡地     | 山崩、滑坡                               | Ophir Labes 俄斐坡地                                    |
| Labyrinthus, labyrinthi | 沟网     | 峽谷或山脊複雜交錯的地區                 | Noctis Labyrinthus 诺克提斯沟网                         |
| Mensa, mensae           | 桌山     | 頂部平坦、邊緣陡峭的突出地               | Sacra Mensa 萨克拉桌山                                  |
| Mons, montes            | 山       | 山                                       | Phlegra Montes 佛勒格拉山脉                             |
| Patera, paterae         | 山口     | 不規則環形山，或指複雜、多弧形邊的火山口 | Apollinaris Patera 阿波利纳里斯山口                     |
| Planitia, planitiae     | 平原     | 低海拔平原                               | Utopia Planitia 乌托邦平原                              |
| Planum, plana           | 高原     | 高海拔平原，高原                         | Lunae Planum 卢娜高原                                   |
| Rupes, rupēs            | 峭壁     | 陡坡                                     | Promethei Rupes 普罗米修斯峭壁                          |
| Scopulus, scopuli       | 断崖     | 葉狀、不規則陡坡                         | Oenotria Scopuli 欧伊诺特里亚断崖群                     |
| Sulcus, sulci           | 沟脊地   | 平行的溝、脊                             | Lycus Sulci 吕科斯沟脊地                                |
| Terra, terrae           | 台地     | 廣大的地塊                               | Xanthe Terra 克珊忒台地                                 |
| Tholus, tholi           | 山丘     | 小、圓頂的山或丘                         | Hecates Tholus 赫卡忒山丘                               |
| Unda, undae             | 沙丘     | 沙丘                                     | Olympia Undae 奥林匹亚沙丘群                            |
| Vallis, valles          | 峡谷     | 峽谷                                     | Kasei Valles 卡塞峡谷群                                 |
| Vastitas, vastitates    | 荒原     | 廣大的平原                               | Vastitas Borealis 北方荒原                              |

用語通常放在名字之後，只有少數置前，如Valles Marineris、Dorsa Brevia。
火星地名列表（页面存档备份，存于）国际天文学联合会的行星系命名工作组负责命名火星等星球表面的地貌。
火星地形地貌中文推荐译名 （页面存档备份，存于） 由中国天文学会天文学名词审定委员会推荐的中文译名。

## 延伸閱讀
- Sheehan, William, "The Planet Mars: A History of Observation and Discovery" （页面存档备份，存于） (Full text online) The University of Arizona Press, Tucson. 1996.

## 外部連結
- USGS Astrogeology: Map-a-Planet （页面存档备份，存于） 自製各行星衛星地圖
- Google Mars （页面存档备份，存于） Google火星
- PDS Geosciences Node: Data and Services MGS MOLA MEGDRs （页面存档备份，存于） 此頁含MOLA原始資料
- Mars Maps （页面存档备份，存于）
- MEC-1 Prototype （页面存档备份，存于）
- Historical Globes of the Red Planet （页面存档备份，存于）